# Phlebosphales
Phlebosphales är ett släkte av fjärilar. Phlebosphales ingår i familjen mätare.
Kladogram enligt Catalogue of Life:
| Phlebosphales | \| \| Phlebosphales albiplaga \| \| \| \| \| \| Phlebosphales engelkei \| \| \| \| \| \| Phlebosphales patulata \| \| \| \| |
|               | \| \| Phlebosphales albiplaga \| \| \| \| \| \| Phlebosphales engelkei \| \| \| \| \| \| Phlebosphales patulata \| \| \| \| |
|               | Phlebosphales albiplaga |
|               | |
|               | Phlebosphales engelkei |
|               | |
|               | Phlebosphales patulata |
|               | |